# 宝積院 (新潟県聖籠町)
宝積院（ほうしゃくいん）は、新潟県北蒲原郡聖籠町にある真言宗智山派の寺院。

## 歴史
737年（天平9年）、泰澄によって開山された。当地には百合若大臣と緑丸の伝説が残されており、泰澄はその追善供養のために十一面観世音菩薩と二王尊を彫って安置したのが当寺の起源である。
806年（大同元年）、とある聖（ひじり）がこの地に籠った。これが「聖籠町」という町名の由来となっている。
1608年（慶長13年）、新発田藩初代藩主溝口秀勝は観音堂や仁王門を再建し、保護している。

## 文化財
- 観音堂（聖籠町指定文化財）[3]
- 二王門（聖籠町指定文化財）[3]
- 十一面観世音菩薩（聖籠町指定文化財）[3]
- 二王尊（聖籠町指定文化財）[3]
- 宝篋印塔（聖籠町指定文化財）[3]
- 宝剣（聖籠町指定文化財）[3]
- 大元帥（聖籠町指定文化財）[3]
- 大日如来（聖籠町指定文化財）[3]
- 青不動（聖籠町指定文化財）[3]
- 天神の図（聖籠町指定文化財）[3]
- 鶴の図（聖籠町指定文化財）[3]
- 五部秘経（聖籠町指定文化財）[3]
- 観世音縁起（聖籠町指定文化財）[3]

## 交通アクセス
- 佐々木駅より車10分。